# Valverde (Santa Cruz de Tenerife)
Valverde er en by og kommune i det sydvestlige Spanien på øen El Hierro i provinsen Santa Cruz de Tenerife, De Kanariske Øer. Den har et indbyggertal på 5.268 (2024) indbyggere.
Valverde er den næstsydligste kommune i Spanien. I El Hierros lille hovedstad finder man de vigtigste bygninger langs med byens to hovedgader som rådhus og domhus, sygehus og supermarkeder, et gymnasium og andre skoler. Byen er præget af grønsagshaver, høns og geder. Selve byen ligger ca. 600 meter over havet.

## Historie
Tidligere hed landsbyen Amoco. Valverde betyder: Den grønne dal. Den blev i slutningen af det 15. århundrede sæde for de grevelige forvaltere. Der var også et højere befolkningslag fra politik, kirke og militær, men de var kun en lille gruppe, og derfor dominerede bondestanden stadig det landlige liv. I juli 1899 ødelagde en storbrand Valverdes rådhus og dermed øens arkiv, der var ført siden 1553. Mange dokumenter blev ødelagt og gjorde øen næsten historieløs.

## Seværdigheder
- Øens hovedkirke, Santa María de la Concepción er fra det 18. århundrede. Grundmurene er fra midten af det 16. århundrede. Kirken fungerede tidligere som tilflugtssted under sørøverangreb. Til øfesten Bajada i 1999 blev kirken renoveret. Indvendig er et kanarisk træloft i Mudéjarstilen. På det barokke alter står der en statue af Nuestra Señora de la Concepción.
- Rådhuset (Ayuntamiento) fra 1930 er en stor bygning i kanarisk stil.
- Kapellet Ermita de Santiago er El Hierros ældste kirkebygning. Før bygningens opførelse blev den Hellige Santiago æret i hulen Cueva de la Polvora.
- I det Arkæologiske Museum kan man blandt andet se en udstilling af gammel keramik fra El Hierro og genopførte huse i gammel stil med de dertil hørende haver og anlæg.